# کویا
کویا (به لاتین: Kuya) یک منطقهٔ مسکونی در روسیه است که در استان آرخانگلسک واقع شده‌است.